# Peceneghi
I Peceneghi o Patzinak erano una popolazione nomade, di ceppo turco, originaria delle steppe dell'Asia Centrale.

## Origini e localizzazione
Nell'opera dell'XI secolo Divânü Lugâti't-Türk scritta da Mahmud da Kashgar, una sorta di primo dizionario di lingua turca, esistono due voci alla parola Beçenek (ovvero "Peceneghi" in turco). La prima è "Nazione turca che popola i dintorni di Rum", dove Rūm (Romèi) è l'esonimo turco per l'Impero bizantino. Nello stesso libro la seconda menzione ai Beçenek ovvero "un ceppo dei turchi Oghuz". Nella stessa opera alla voce oguz, si dice che i turchi Oghuz si dicono composti da 22 ceppi e che il diciannovesimo ceppo è quello dei Beçenek. Max Vasmer, un noto linguista tedesco, fa derivare questo nome dalla parola turca che significa "cognato, parente".
Secondo un'altra teoria, i Peceneghi proverrebbero dal popolo Wusun, menzionato dai Cinesi nei primi secoli della nostra epoca in quella stessa regione.
Un'ulteriore teoria afferma che fossero originari del bacino dell'alto corso del fiume Irtyš (un affluente del fiume Ob'), nella porzione più nordorientale dell'attuale Kazakistan, dove si trovavano ancora nel VI secolo.
Qualunque fosse la loro origine, i Peceneghi emergono nella storia solo nell'VIII secolo, come abitanti della regione del basso Volga, del fiume Don e dei monti Urali. Dal IX e durante il X secolo essi controllavano gran parte delle steppe del sud-ovest (l'odierna Ucraina) e della penisola di Crimea. Sebbene rappresentassero un importante fattore della storia locale, come gran parte delle tribù nomadi, la loro identità politica non permise loro di andare mai oltre le scorrerie ai popoli vicini o il loro servizio come mercenari per altre nazioni, tra cui i Bizantini.
Secondo Costantino Porfirogenito che scrisse intorno al 950, la Patzinakia, ovvero il regno dei Peceneghi, si estendeva ad ovest per tutto il corso del fiume Siret, ed era distante dai tourkias (ovvero l'odierna Ungheria) quattro giorni di viaggio.
(Costantino Porfirogenito, De Administrando Imperio, c. 950)

## I Peceneghi nelle fonti armene
Nelle cronache armene di Matteo di Edessa i Peceneghi sono menzionati diverse volte. La prima volta nel capitolo 75, dove egli afferma che nell'anno 499 secondo il calendario armeno (1050–51 secondo il calendario gregoriano) la nazione dei badzinag compì delle terribili razzie nel territorio di Roma. La seconda citazione si trova nel capitolo 103 sulla battaglia di Manzikert (presso l'attuale città turca di Malazgirt: i turchi la conoscono proprio col nome di "battaglia di Malazgirt"). In esso si narra che gli alleati di Roma (inteso come Impero romano d'oriente, ovvero bizantino), i Padzunak e gli Uzi (ovvero due rami dei turchi oghuz) cambiarono fronte al culmine della battaglia e si scagliarono contro Roma, ossia Costantinopoli, (fianco a fianco con i turchi Selgiuchidi). Nel capitolo 132 si parla di una guerra tra Bizantini e i Padzinag dopo la sconfitta dell'esercito di Roma, e di un fallito assedio di Costantinopoli da parte dei padzinag.
Nello stesso capitolo i Patzinag vengono descritti come "un esercito di soli arcieri". Nel capitolo 299, il principe armeno Vasil, che si trovava nell'esercito di Roma, inviò un plotone di Padzinag in aiuto dei cristiani.

## L'alleanza con l'Impero bizantino

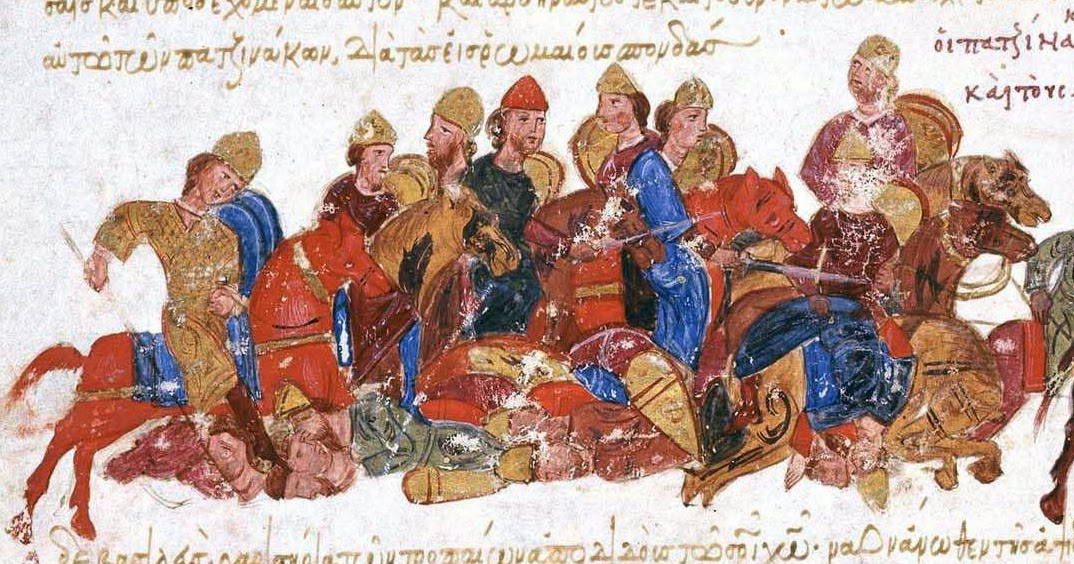
I Peceneghi sconfiggono un esercito variago della Rus'. Illustrazione tratta dallo Scilitze di Madrid

Nel IX secolo, i Bizantini si allearono con i Peceneghi, utilizzandoli per tenere a bada le altre tribù nomadi come il popolo dei Rus' e i Magiari. Questo era un metodo molto usato dai Romani (divide et impera) continuato dai loro eredi bizantini per tenere le tribù nomadi l'una contro l'altra.
Gli Uzi, un altro popolo delle steppe, espulsero i Peceneghi dalle loro terre natali; nel corso di questo processo essi catturarono gran parte del loro bestiame e dei loro beni. Una alleanza tra i Kimechi e i Qarluq contribuì alla cacciata dei Peceneghi, ma un altro gruppo nomade, i Samanidi, sconfisse l'alleanza. Scacciati a ovest dai Cazari e dai Cumani nell'889, i Peceneghi cacciarono a loro volta i Magiari a ovest del fiume Dnepr nell'892.
Nell'894, i Bulgari entrarono in guerra con Bisanzio. All'inizio dell'895, l'imperatore Leone VI, detto il Saggio, chiese aiuto ai Magiari, che inviarono un esercito guidato da Levente in Bulgaria. Levente condusse una brillante campagna e invase la Bulgaria fin nel suo interno, mentre l'esercito bizantino entrava nella regione da sud. Preso tra due fuochi, il sovrano Simeone I capì che non poteva combattere su due fronti e concluse rapidamente un armistizio con l'Impero bizantino.
Simeone assoldò i Peceneghi per aiutarlo a scacciare i Magiari dalla regione di Etelköz. Essi riuscirono nel loro compito e spinsero i Magiari più a ovest lungo il basso Danubio, la Transdanubia e le pianure della Pannonia, dove più tardi i Magiari fondarono il Regno d'Ungheria.

## Il declino
Dal IX secolo, i Peceneghi iniziarono una non facile relazione con la Rus' di Kiev. Per più di due secoli essi lanciarono attacchi lampo nella terra della Rus', che a volte assursero il grado di conflitti su larga scala come nel caso della guerra del 920 dei Peceneghi contro Igor' di Kiev (riportata dalla Cronaca degli anni passati), ma intercorsero anche temporanee alleanze come nel 943 nella campagna di Igor' contro Bisanzio. Secondo il geografo arabo Ibn Hawqal, autore della Descrizione della Terra, i Peceneghi erano alleati dei Rus', che li appoggiarono costantemente nelle loro campagne nel mar Caspio. Nel 968, i Peceneghi misero sotto assedio Kiev.
Parte di essi si unì al principe di Kiev Sviatoslav I nella sua campagna contro Bisanzio del 970–971, sebbene alla fine essi catturassero ed uccidessero il principe nel 972 e, secondo il resoconto del Manoscritto nestoriano, il khan dei Peceneghi Kurya fece un calice con il teschio del principe, un'usanza tradizionale dei popoli nomadi delle steppe. L'esito del conflitto tra Rus' e Peceneghi mutò al tempo di Vladimir I (980 - 1015), che fondò la città di Perejaslav sul luogo della sua vittoria contro i Peceneghi.
Le cronache narrano che il nome della città derivi dalla parola slava "ripresa" per il fatto che Vladimir riprese ai Peceneghi la gloria militare. Nel 1037 Jaroslav I il Saggio eliminò definitivamente la minaccia dei Peceneghi. In breve la popolazione di questa tribù nomade venne rimpiazzata dai Cumani.
Anna Comnena ha descritto l'invasione dei Peceneghi, Cumani e Daci nell'Impero bizantino nel 1087. L'identificazione dei Daci è oggetto di discussione ma la stessa Anna ha scritto che i Daci vivevano alle pendici settentrionali dei monti Haemus, riferendosi così ai Valacchi.
Dopo secoli di combattimenti che coinvolsero tutti i loro vicini — Bizantini, Bulgari, Rus' di Kiev, Cazari e Magiari — i Peceneghi vennero annullati come forza indipendente nella battaglia di Livonia da una forza combinata di Bizantini e Cumani sotto il comando dell'imperatore bizantino Alessio I Comneno nel 1091. Attaccati nuovamente nel 1094 dai Cumani, molti Peceneghi vennero massacrati o assorbiti. Essi vennero nuovamente sconfitti dai Bizantini nella battaglia di Beroia nel 1122. Per diverso tempo, comunità significative di Peceneghi rimasero in Ungheria e nel resto dell'Europa danubiana, assimilandosi a Ungheresi, Cumani, Bulgari e Gagauzi, scomparendo come nazione.